# MacVenture
MacVenture ist der Name einer Computerspiele-Engine, die im Jahr 1985 vom amerikanischen Entwickler ICOM Simulations für den Apple Macintosh programmiert und zur Entwicklung von Adventures eingesetzt wurde.

## Merkmale
Die Engine ermöglichte ein für die damalige Zeit neuartiges Interface, mit dessen Hilfe ein Spiel allein mit der Maus und mithin ganz ohne Texteingaben gesteuert werden konnte. Darüber hinaus wurde erstmals durch Mausklick eine Interaktion mit der Spielegrafik wie das Aufnehmen und Verwenden von Gegenständen, das Öffnen von Türen und die Bewegung der Spielfigur zu den verschiedenen Räumen im Spiel möglich.
Auf Ladebildschirmen und in einigen Informationsboxen wurde MacVenture als Text oder Logo im Spiel angezeigt. Die Titel wurden auf sieben weitere Plattformen portiert: Apple II, Atari ST, Commodore Amiga, Commodore 64, MS-DOS, Nintendo Entertainment System und Pocket PC. Der Name der Engine wurde jeweils plattformspezifisch benannt, zum Beispiel Atari-Venture, Amiga-Venture, C-Venture, PC-Venture etc. 

## Geschichte
Die MacVenture-Engine wurde seit spätestens 1984 durch den bei Chicago beheimateten Softwarehersteller TMQ entwickelt. Das Kernentwickler-Team für die vier Spiele bestand aus Tod Zipnick (Haupteigentümer und Gründer von TMQ), Darin Adler (Entwickler), Steve Hays, Waldemar Horwat, David Marsh (Grafik), Terry Schulenburg, Todd Squires und Jay Zipnick. Während der Entwicklungsarbeiten wurde TMQ in ICOM Simulations umbenannt.
Das erste mit dieser Engine für Point-and-Click-Steuerung entwickelte Spiel Déjà Vu: A Nightmare Comes True gilt als Meilenstein und als zweiter Vertreter des Computerspiele-Genres der Point-and-Click-Adventures. Zwischen 1985 und 1988 wurden von ICOM Simulations insgesamt vier Spiele mit dieser Engine entwickelt, die jeweils als „MacVenture-Adventures“ und gemeinsam als „MacVenture-Serie“ bezeichnet werden.
- Déjà Vu: A Nightmare Comes True (1985)
- Uninvited (1986)
- Shadowgate (1987)
- Déjà Vu II: Lost in Las Vegas (1988)

Die MacVenture-Spiele wurden zum Vorbild zahlreicher weiterer Engines für die Maussteuerung von Spielen, wie vor allem das Script Creation Utility for Maniac Mansion (SCUMM) von Ron Gilbert und  Gary Winnick für die Entwicklung von Maniac Mansion bei Lucasfilm Games. Nach dessen Erfolg erschienen bald weitere Point-and-Click-Adventures. Selbst Sierra On-Line, die zunächst erfolgreich auf Steuerung durch Texteingabe und Interpretation durch einen Parser gesetzt hatte, wechselte schließlich die Technik und trug mit zum Erfolg des Genres vor allem in den 1990er Jahren bei.
Im August 2014 veröffentlichte die Firma Zojoi, die 2012 von ehemaligen ICOM-Angestellten gegründet worden war, über die Plattform Steam zunächst eine erneuerte und erweiterte Version von Shadowgate. Im Januar 2015 folgten alle vier MacVenture-Spiele in der Originalversion, jedoch lauffähig auf moderner Hardware und den Betriebssystemen Windows und macOS.